# Выдрихинский сельский округ
Выдри́хинский се́льский окру́г (каз. Выдриха ауылдық округі) — административная единица в составе Шемонаихинского района Восточно-Казахстанской области Казахстана.
Административный центр — село Выдриха.

## География
Согласно решению Шемонаихинского районного маслихата Восточно-Казахстанской области от 11 февраля 2022 года № 15/11-VII «Об утверждении Плана по управлению пастбищами и их использованию по Выдрихинскому сельскому округу Шемонаихинского района на 2022-2023 годы» — общая площадь Выдрихинского сельского округа составляет — 33965 га; в том числе: земли сельскохозяйственного назначения — 29122 га, земли населенных пунктов — 3428 га, земли промышленности, транспорта, связи, для нужд космической  деятельности, обороны,национальной безопасности и иного несельскохозяйственного назначения — 178 га, земли водного фонда — 235 га, земли запаса — 1002 га. Гидрография сельского округа представлена главным образом рекой Убой и её притоками.

## Население
| Численность населения | Численность населения | Численность населения |
| 1989                  | 1999                  | 2009                  |
| --------------------- | --------------------- | --------------------- |
| 2952                  | ↗3190                 | ↘2589                 |

## Состав
| № | Населённый пункт | Тип населённого пункта       | КАТО      | Географические координаты       | Население, 2009 г. |
| - | ---------------- | ---------------------------- | --------- | ------------------------------- | ------------------ |
| 1 | Выдриха          | село, административный центр | 636839100 | 50°31′41″ с. ш. 82°10′04″ в. д. | ↘2 378             |
| 2 | Межовка          | село                         | 636839200 | 50°34′40″ с. ш. 82°00′52″ в. д. | ↘211               |